# Magdalena av Brandenburg
Magdalena av Brandenburg, född 7 januari 1582 i Berlin, död 4 maj 1616 i Darmstadt, var lantgrevinna av Hessen-Darmstadt genom sitt giftermål 1598 med lantgreve Ludvig V av Hessen-Darmstadt (1577–1626).

## Biografi
Magdalena tillhörde den kurfurstlig-brandenburgska grenen av huset Hohenzollern och var dotter till kurfurst Johan Georg av Brandenburg (1525–1598) och dennes tredje fru Elisabeth av Anhalt-Zerbst (1563–1607), dotter till furst Joakim Ernst av Anhalt-Zerbst. Hon gifte sig i en enkel vigsel den 5 juni 1598 i Berlin med lantgreve Ludvig V av Hessen-Darmstadt (1577–1627), efter att föregående år ha förlovats.
Magdalena deltog vid furstedagen i Naumburg an der Saale 1616 och avled kort därefter. Hon begravdes i stadskyrkan i Darmstadt. Hennes bortgång ska ha varit en svår förlust för maken, som under åren 1618 till 1619 företog en pilgrimsresa till Palestina. Detta ledde till rykten om att han planerade att konvertera till katolicismen. 
Magdalena efterlämnade ett omfattande bibliotek med teologiska och historiska verk som idag ingår i Hessens delstatsbiblioteks samlingar.

## Familj
I äktenskapet med Ludvig V föddes tolv barn: Elisabeth Magdalena, Anna Eleonora av Hessen-Darmstadt, Marie, Sofie Agnes av Hesse-Darmstadt, Georg II av Hessen-Darmstadt, Juliane av Hessen-Darmstadt, Amalie, Johan av Hessen-Darmstadt, Henrik, Hedvig, Ludvig och Fredrik av Hessen-Darmstadt.